# Punks Not Dead
Punks Not Dead — перший студійний альбом шотландського панк-рок гурту The Exploited, що вийшов 1981 року на лейблі Secret Records. Альбом став найуспішнішим незалежним альбомом 1981 року у Великій Британії і є одним із найзначнущих альбомів в історії панк-року.

## Про альбом
Назва альбому стала одним з найвідоміших слоганів панк-руху. Слоган є відповіддю на пісню іншого британського панк-гурту Crass «Punk Is Dead», а також способом показати, що не всі панк-гурти розпалися або пішли в комерційний нью-вейв.
2001 року англійський лейбл Captain Oi! Records перевидав альбом, включивши до нього бонус-треками пісні, що увійшли до збірки «Oi! The Album» та 4 перші сингли гурту (крім пісні «I Believe in Anarchy» — бі-сайду з синглу «Exploited Barmy Army», оскільки аналогічна її версія вже була на альбомі).
У 2007 році в прокат вийшов документальний фільм про хардкор-панк під назвою Панки не мертві режисера Сюзана Деннера. Фільм було представлено на багатьох кінофестивалях. Прем'єра фільму відбулася на Каннському фестивалі 23 червня 2006 року

## Обкладинка
Обкладинка альбому являє собою фотографію дитини, що плаче, у футболці великого розміру із зображенням газетного заголовка «Сід Вішез мертвий» на тлі стіни з графіті «Punk's Not Dead». На наступному альбомі гурту буде присутня пісня «Sid Vicious Was Innocent», яка також відсилає до фігури Вішеза. Сама ж фотографія розміщена на тлі, що зображує публіку на панк-концерті, виконана у червоних тонах.

## Треклист
Перша сторона
1. "Punks Not Dead" – 1:51
2. "Mucky Pup" (кавер-версія Puncture) – 1:42
3. "Cop Cars" – 1:52
4. "Free Flight" – 3:35
5. "Army Life" – 2:37
6. "Blown to Bits" – 2:40
7. "Sex & Violence" – 5:11

Друга сторона
1. "S.P.G." – 2:07
2. "Royalty" – 2:07
3. "Dole Q" – 1:51
4. "Exploited Barmy Army" – 2:28
5. "Ripper" – 2:03
6. "Out of Control" – 2:52
7. "Son of a Copper" – 2:39
8. "I Believe in Anarchy" – 2:03

### Перевидання Captain Oi!
1. "Daily News" (Oi! The Album version)
2. "I Still Believe in Anarchy" (Oi! The Album version)
3. "Army Life" (single version)
4. "Fuck the Mods" ("Army Life" single)
5. "Crashed Out" ("Army Life" single)
6. "Exploited Barmy Army" (single version)
7. "What You Gonna Do" ("Exploited Barmy Army" single)
8. "Dogs of War" ("Dogs of War" single)
9. "Blown to Bits (Live)" ("Dogs of War" single)
10. "Dead Cities" ("Dead Cities" single)
11. "Hitler's in the Charts Again" ("Dead Cities" single)
12. "Class War" ("Dead Cities" single)

Всі пісні написані The Exploited окрім "Mucky Pup" (написаної Puncture).

## Учасники запису
The Exploited
- Вотті Б'юкен - вокал
- Біг Джон Дункан - гітара, бек-вокал
- Гарі Маккормак — бас-гітара, бек-вокал
- Дрю Стікс - ударні

Інші
- Carole & Navi - бек-вокал
- Спродюсовано Дейвом Ліпером і The Exploited
- Марк Бреннан і Карін Даннінг - нотатки
- Браян Берроу - ремікс
- Ніл - звукоінженер
- Мастеринг - Поркі
- Скотт Біллет - фотограф